# Julius Lott
Julius Lott (* 25. März 1836 in Wien; † 24. März 1883 ebenda) war ein österreichischer Eisenbahnpionier und Baubeamter. Neben der Planung und Ausführung verschiedener Eisenbahnstrecken machte sich Lott als Erbauer der Arlbergbahn einen Namen. Deren Fertigstellung erlebte Lott nicht mehr, weshalb sich um seinen frühen Tod lange Zeit Legenden rankten, die heute widerlegt sind.

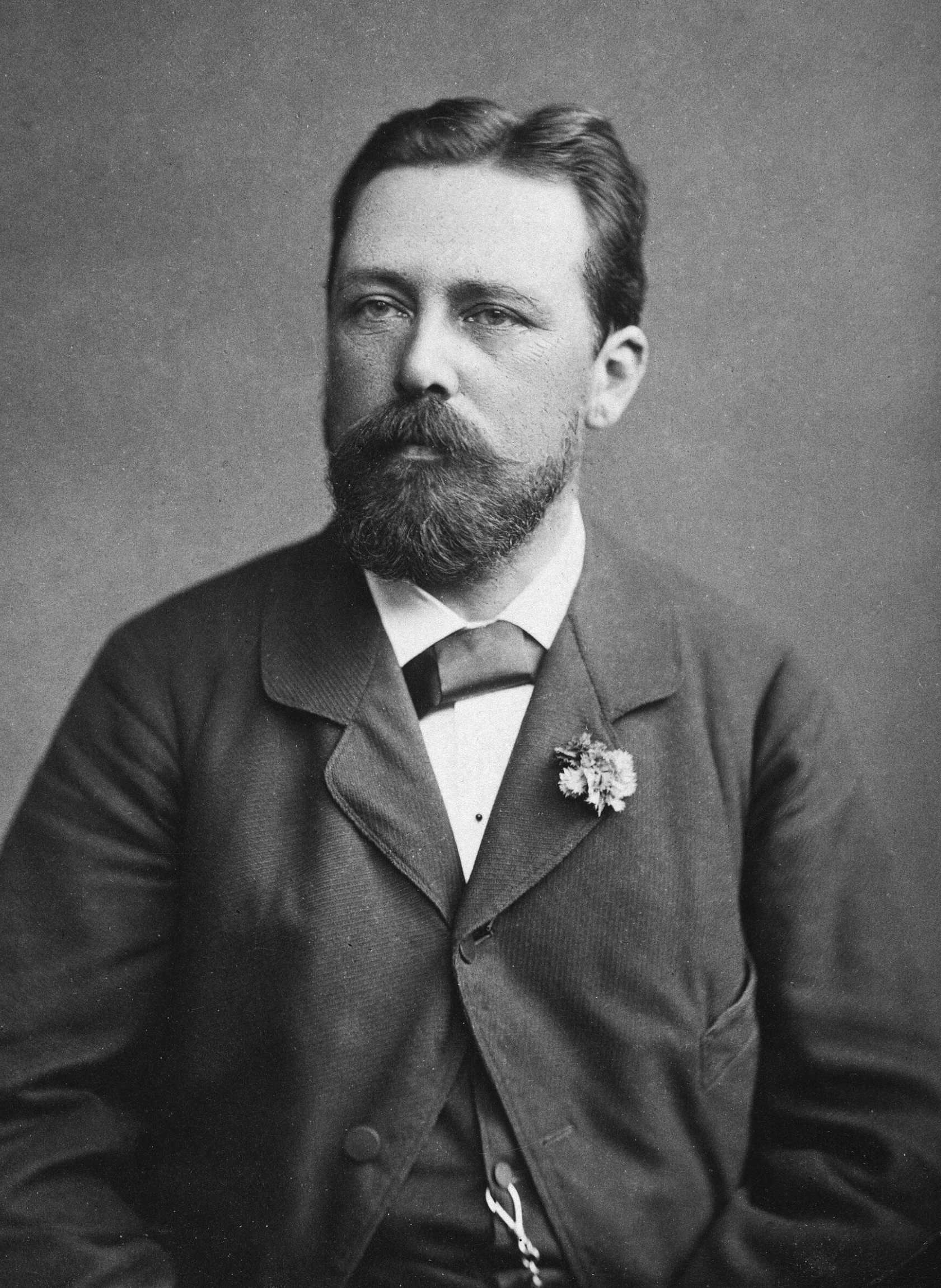
Julius Lott, Erbauer der Arlbergbahn, Fotografie von Julius Gertinger

## Leben
Der in Wien geborene Julius Lott erfuhr seine erste Schulbildung in Göttingen, wo sein Vater Franz Carl Lott, an der dortigen Universität lehrte. Nach der Berufung seines Vaters an die Wiener Universität, besuchte Julius Lott das „k.k. Akademische Gymnasium“ und die Technische Universität in Wien. Julius Lott schloss im Jahr 1858 seine technischen Studien an der Universität Karlsruhe ab. Während seines Studiums in Karlsruhe wurde er dort 1857 Mitglied des Corps Saxonia. In Karlsruhe fand Julius Lott, nach kurzer Tätigkeit als Supplent (Hilfslehrer), beim Baudienst der Badischen Staatseisenbahnen seine erste Anstellung.
Im Jahr 1861 ereilte Julius Lott der Ruf von Carl von Etzel, dem Erbauer der Brennerbahn. Etzel übertrug ihm vorerst Projektierungsarbeiten und später die Bauausführung des Abschnitts Patsch–Matrei, den schwierigsten Teil der gesamten Strecke. Lott erledigte diese Aufgabe mit Bravour und schuf sich damit erstmals einen Namen als Eisenbahntechniker.
Der Baudirektor der Brennerbahn Achilles Thommen, der nach Fertigstellung dieses Projekts als Baudirektor zu den Ungarischen Staatsbahnen wechselte, war von den Leistungen Lotts so beeindruckt, dass er ihn 1867–1868 mit der Leitung von Trassierungsarbeiten bei den ungarischen Bahnen betraute. Insbesondere hatte Lott die Leitung der Trassierung der Strecken Karlstadt/Karlovac–Fiume/Rijeka (1867) und Grosswardein/Oradea–Klausenburg/Cluj-Napoca (1868). Sein erfolgreiches Wirken bescherte Lott 1869 die Beförderung zum Oberinspektor in der Direktion der Ungarischen Staatsbahnen, wo er bei den Staatsbahnbauten und bei der Bauüberwachung tätig war.
Seine größte Bewährungsprobe musste Lott 1871 bestehen. Wegen Vertragsbruchs der Bauunternehmer musste der Bau der Ungarischen Ostbahn durch die Bahngesellschaft selbst fortgeführt und fertiggestellt werden. Lott wurde zum Baudirektor dieses Projektes ernannt und wusste mit allen Schwierigkeiten fertigzuwerden. Dadurch gewann Lott vor allem die Wertschätzung von Wilhelm von Nördling, dem Generaldirektor des österreichischen Eisenbahnwesens. Nördling hatte die Aufgabe übernommen, den Baudienst der Staatsbahnen neu zu organisieren und machte 1875 Lott zum Vorstand der „k.k. Direktion für Staats-Eisenbahnbauten“.
In diesem neuen Tätigkeitsgebiet sah sich Lott mit dem Problem konfrontiert, der damals auftretenden Tendenz zum Durchbruch zu verhelfen, beim Bau von Nebenbahnen aus Gründen der Wirtschaftlichkeit von der bis dahin geübten Gepflogenheit abzugehen, die Normalien der Hauptbahnen, also die für Hauptbahnen anzuwendenden bautechnischen Vorschriften, anzuwenden. Die von Lott dahingehend ausgearbeiteten Projekte und die von ihm aufgestellten Regeln und Vorschriften waren so sorgfältig durchdacht, dass bei strikter Beachtung der neuen Richtlinien trotz geringeren Aufwandes an Arbeit und Material die Gediegenheit der Bauausführung nicht beeinträchtigt wurde. Diese Grundsätze fanden bei den später von Privatunternehmern ausgeführten Bauten von Lokal- und Nebenbahnen Anwendung.
In das Wirken von Julius Lott fiel zudem die schwierige Planung der k.k. Staatsbahn Tarvis–Pontafel durch das Kanaltal. Die Planung der Donauuferbahn und der Lokalbahn Mürzzuschlag–Neuberg gehörten ebenfalls zum Schaffenswerk von Julius Lott.
Im Mai 1880 erreichte das Wirken von Julius Lott seinen Höhepunkt, als er zum Baudirektor der Arlbergbahn ernannt wurde. Unter seiner Leitung erfolgte durch die k.k. Direktion für Staats-Eisenbahnbauten die Ausarbeitung des endgültigen Projektes der Arlbergbahn und nachfolgend die Bauausführung dieses auf Staatskosten durchgeführten Vorhabens. Lott widmete sich mit all seiner schöpferischen Kraft der schnellstmöglichen Umsetzung dieses Projekts. Da Lott dabei selbst seine physische Leistungsfähigkeit außer Acht ließ, erkrankte er schließlich schwer und erlebte die Vollendung dieses schwierigsten aller seiner Vorhaben nicht mehr.
Bereits am Krankenbett wurde Julius Lott, der 1882 neben seiner Tätigkeit noch die Projektierung und Bauvergebung der Galizischen Transversalbahn vornahm, der Orden der Eisernen Krone als Auszeichnung verliehen.

## Tod

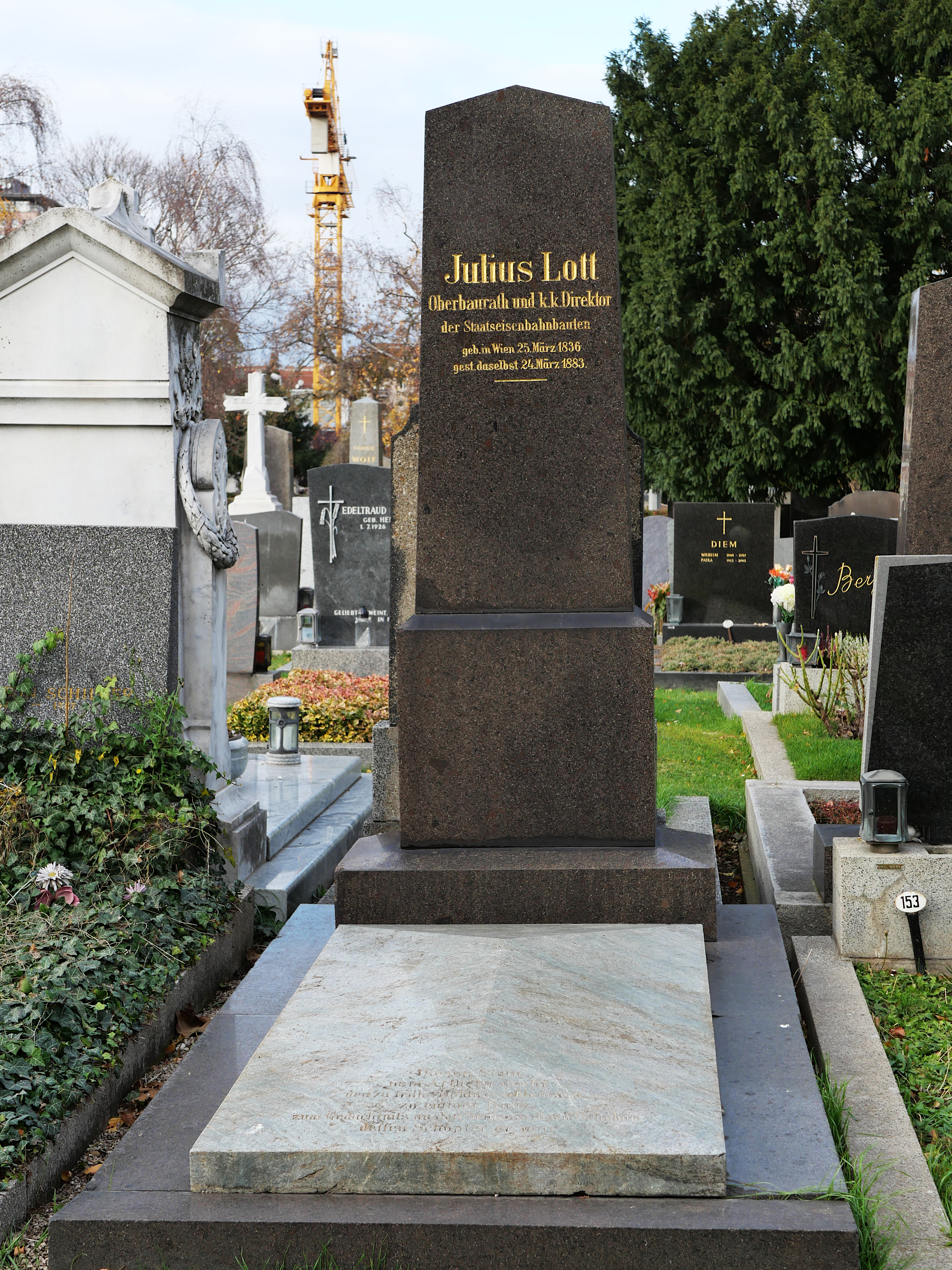
Grab auf dem evangelischen Friedhof Matzleinsdorf in Wien

Von einer schweren Krankheit befallen, musste Julius Lott die Bauleitung der Arlbergbahn kurz vor deren Fertigstellung an Oberinspektor Johann Poschacher übergeben, der Lotts Werk erfolgreich zu Ende führte. Im Alter von nur 47 Jahren starb Julius Lott am 24. Mai 1883 in Wien I, Lugeck 3 an Miliartuberkulose.
Julius Lott wurde am Evangelischen Friedhof Matzleinsdorf, Triester Straße 1, bestattet. Die Österreichischen Bundesbahnen übernahmen in Würdigung seiner Verdienste sowohl die Pflege der Grabstätte in Wien, als auch des Denkmals in St. Anton.
In Würdigung seines Schaffens errichteten Lotts Freunde am Ostportal des Arlbergtunnels in St. Anton am Arlberg ein Denkmal in Form eines Obelisken, das anlässlich der Eröffnung der Arlbergbahn am 20. September 1884 durch Kaiser Franz Joseph I. feierlich enthüllt wurde. Nachdem die eingeflossenen Beiträge die Kosten der Herstellung des Denkmals überschritten, wurde mit dem Rest der Mittel eine den Namen Lotts tragende Stiftung für hilfsbedürftige Witwen und Waisen von Beamten der k.k. Staatsbahnen geschaffen.
Im Jahr 1913 wurde in Wien-Floridsdorf (21. Bezirk) die Lottgasse nach ihm benannt.

## Lotts Mythos

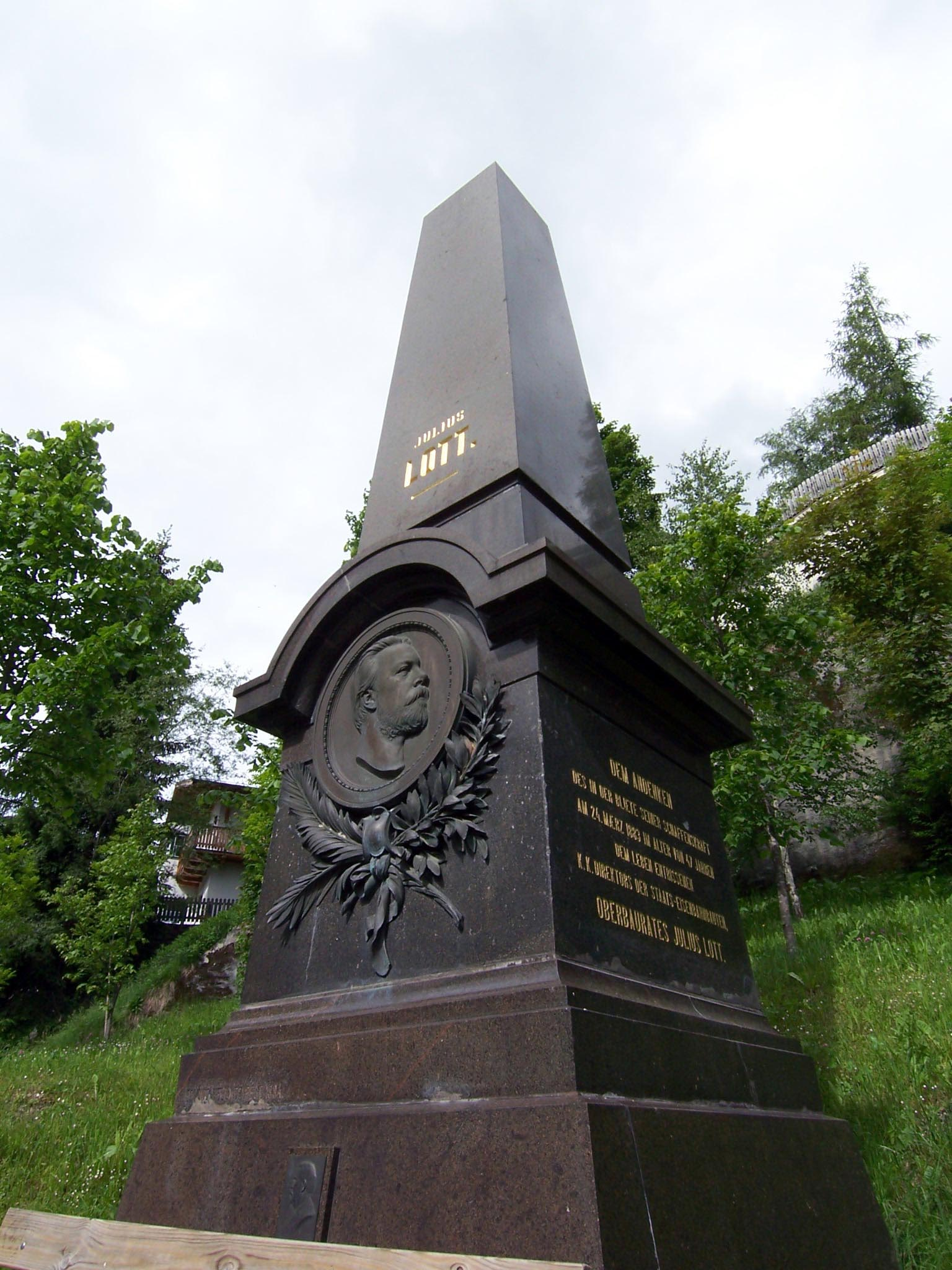
Denkmal für Julius Lott in St. Anton/Arlberg

Um Lotts Tod rankten sich lange Zeit mythische Erzählungen. Sein früher Tod führte zu dem Gerücht, Lott habe den Freitod gewählt, weil er befürchtet habe, dass die von Osten und Westen vorangetriebenen Richtstollen des Arlbergtunnels nicht aufeinandertreffen würden. Im Dezember 1960 griff der Bürgermeister von Bludenz die Legende vom Suizid auf, weil er feststellen musste, dass in den öffentlichen Schulen des Landes Vorarlberg ebenfalls die Behauptung gelehrt wurde, dass Lott Suizid begangen hätte. Der Bürgermeister forderte das Unterrichtsministerium in Wien auf, die Lehrerschaft von der unrichtigen Behauptung über den Tod Lotts zu unterweisen.
Der Bayerische Rundfunk strahlte am 17. November 1960 ebenfalls die Geschichtslüge über den Suizid des Erbauers der Arlbergbahn aus und behauptete, dass Lott „wegen einer Liebesaffäre in St. Anton zum Zeitpunkt des Tunneldurchstichs vor seinen Arbeitern Suizid begangen“ hätte.
Die damals schon eindeutig widerlegte Behauptung fand dennoch Eingang in das Werk “Tirol-Lexikon” von Gertrud Pfaundler, herausgegeben im Jahr 1983. Dort heißt es unter anderem: „Beim Eingang des 10,24 km langen Eisenbahntunnels steht ein Denkmal des Erbauers Julius Lott, der kurz vor der Fertigstellung des Tunnels Selbstmord verübt hat“.
Sogar das Verkehrsministerium in Wien nahm sich des Todes von Julius Lott an und verschaffte der Wahrheit Platz. Mit eingehenden Nachforschungen wurde bewiesen, dass alle Behauptungen über den Suizid Lotts frei erfunden waren. Es wurde zudem nachgewiesen, dass Lotts Berechnungen für den Durchstich des Arlbergtunnels  richtig waren und daher gar kein Anlass bestand, den Erfolg seiner Planung anzuzweifeln. Letztlich bestätigte das evangelische Pfarramt Innere Stadt Wien unter in einer Sterbeurkunde mit der Zahl 1881/134 die erwähnten Daten über den Tod Lotts. Als Todesursache wird darin ebenfalls Miliartuberkulose angegeben.